# Barranc dels Escasals
El barranc dels Escasals és un barranc, afluent del Flamisell, al nord de la Pobleta de Bellveí. Pertany al terme de la Torre de Cabdella, dins de l'antic terme de la Pobleta de Bellveí.
Es forma al nord-est del poble d'Envall, al vessant sud-oest de lo Cogulló, a 1.070 m. alt., des d'on davalla cap al sud-oest fins a arribar a les envistes d'Envall, moment en què girà cap a ponent, lleugerament decantat cap al sud.
S'aboca en el Flamisell al nord de la Pobleta de Bellveí, a ponent de la Borda del Rei.